# Haines-Gletscher
Der Haines-Gletscher ist ein Gletscher im Osten des Palmerlands auf der Antarktischen Halbinsel. Er fließt in südöstlicher Richtung zum Meinardus-Gletscher, in den er unmittelbar östlich des Mount Barkow einmündet.
Entdeckt wurde er während der United States Antarctic Service Expedition (1939–1941) bei einem Überflug im Dezember 1940. Erste Luftaufnahmen entstanden 1947 bei einem Überflug im Rahmen der Ronne Antarctic Research Expedition (1947–1948) unter der Leitung des US-amerikanischen Polarforschers Finn Ronne, der in Zusammenarbeit mit dem Falkland Islands Dependencies Survey (FIDS) zudem geodätische Vermessungen vornahm. Der FIDS benannte ihn nach dem US-amerikanischen Meteorologen William C. Haines (1887–1956), Teilnehmer an der ersten (1928–1930) und zweiten Antarktisexpedition (1933–1935) des US-amerikanischen Polarforschers Richard Evelyn Byrd.